# Minuetto

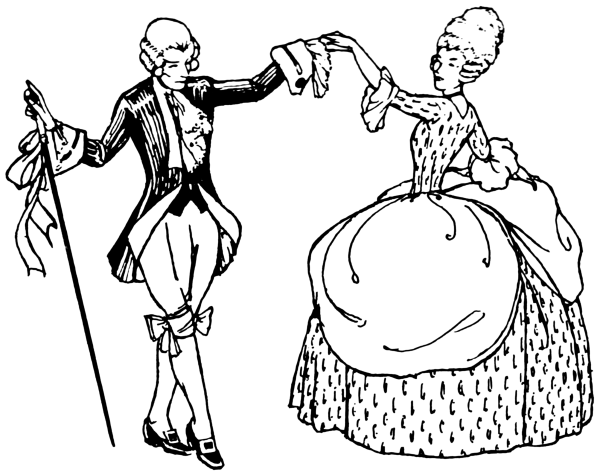
Disegno di una coppia danzante il minuetto

Il minuetto è una danza originaria della Francia.
Il nome deriva da "pas menu", che in lingua francese significa "piccolo passo", dato che la danza era appunto caratterizzata da passi minuti.

## Storia
Originatosi in Francia da una danza popolare della regione del Poitou, divenne danza di corte durante il periodo barocco. Fu introdotto alla corte di Luigi XIV da Jean-Baptiste Lully e in breve tempo fu accolto nei più svariati generi musicali, dal balletto, all'opera lirica, alla suite e nel corso del XVII secolo divenne anche danza di società e danza teatrale. I primi minuetti teatrali comparvero nei balletti Le Mariage forcé e Les Amours déguisés del 1664 e quindi il nome di questa danza venne citato per la prima volta da Guillaume Dumanoir nella sua opera Le mariage de la musique avec la danse (Il matrimonio della musica con la danza) dello stesso anno. In seguito Lully, André Campra e Pierre Rameau inseriranno minuetti in un gran numero di loro composizioni. Nel periodo classico il minuetto è stato inserito anche nelle grandi forme musicali, la sinfonia, la sonata ed il quartetto, delle quali costituiva solitamente il terzo movimento, anche se talvolta poteva presentarsi anche come secondo movimento (ad esempio in Haydn e Mozart), precedendo così il movimento lento. La fortuna del minuetto culminò con l'affermarsi dello stile galante e si esaurì con l'avvento del romanticismo, anche se questa danza conobbe una certa rinascita come ballo di sala tra il 1883 e il 1890.

## Forma musicale
Il minuetto (o menuetto)  è una danza, nel periodo classico da considerarsi in tempo moderato e in movimento ternario polivalente. La forma musicale è tripartita (ABA) e quadritematica, con la sezione principale A che contiene due temi e quella centrale B detta trio (così denominato perché in origine affidato a tre strumenti solisti un fagotto e 2 oboi) che ne contiene gli altri due. Inoltre ciascuna delle tre sezioni (minuetto-trio-minuetto) prevede la ripetizione (ritornello) anche se in ambito non funzionale alla danza l'ultima esposizione della A spesso non è ritornellata. Tale forma tripartita e ripetuta è stata mantenuta integralmente nello scherzo, erede del minuetto all'interno delle grandi forme musicali.

## Forma coreutica
Il minuetto di corte veniva danzato solitamente da una sola coppia. Cominciava con una riverenza e proseguiva con una serie di figure composte da piccoli passi scivolati a destra, a sinistra, in avanti, indietro e per un quarto di giro. I maestri di danza del XVII secolo citano parecchie forme di passi: un passo di minuetto a un solo movimento (da Raoul-Auger Feuillet), a due movimenti sia à la bohémienne sia en fleuret e un passo a tre movimenti qualificato da Pierre Rameau come "il vero passo di minuetto". La figura (disegno che la coppia compie muovendosi nello spazio) più frequente - eseguita con cinque ovvero otto passi - all'inizio aveva la forma di un 8, in seguito cambiò in forma di lettera S e infine prese quella della lettera Z.

## Minuetti celebri
- Il minuetto dal Quintetto op. 11 n. 5 in Mi maggiore di Luigi Boccherini
- Il minuetto della Sinfonia n.40 K 550 di Wolfgang Amadeus Mozart
- Il minuetto della Serenata in Sol maggiore K525 di Mozart
- Il minuetto in Sol maggiore scritto nel 1796 da un giovane Ludwig van Beethoven, ancora legato ai canoni classici
- Due minuetti in Sol maggiore presenti nel Notenbüchlein für Anna Magdalena Bach, BWV Anh.114 e BWV Anh.116, tuttora riportati in moltissime raccolte didattiche (anche per strumenti non a tastiera) e correntemente attribuiti a Johann Sebastian Bach (in realtà, il primo dei due, con la seconda parte in Sol minore, BWV Anh.115, è opera del compositore Christian Petzold)
- Il Minuetto dei ciechi, da La musica notturna delle strade di Madrid di Boccherini (op. 30 n.6)
- Il secondo movimento della Suite Gothique per organo di Léon Boëllmann, in forma di Minuetto (composta in Do maggiore)

## Il minuetto nell'arte
- Feste veneziane, dipinto di Antoine Watteau
- Minuetto con Pantalone e Colombina, dipinto di Giandomenico Tiepolo
- Minuetto in villa, dipinto di Giandomenico Tiepolo